# Ćurlovac
Ćurlovac falu Horvátországban Belovár-Bilogora megyében. Közigazgatásilag Veliko Trojstvo községhez tartozik.

## Fekvése
Belovártól légvonalban 9, közúton 12 km-re északkeletre, községközpontjától légvonalban 5, közúton 7 km-re északnyugatra, a Bilo-hegység délnyugati lejtőin, a Dobrovita- és Raslov-patakok völgye feletti magaslaton fekszik.

## Története
A falu akkor keletkezett, amikor a török uralom után a 17. századtól a területre folyamatosan telepítették be a keresztény lakosságot. A település 1774-ben az első katonai felmérés térképén a falu „Dorf Churillovecz” néven szerepel. A település katonai közigazgatás idején a szentgyörgyi ezredhez tartozott.
Lipszky János 1808-ban Budán kiadott repertóriumában „Churilovecz” néven szerepel.  
Nagy Lajos 1829-ben kiadott művében „Churilovecz” néven 31 házzal, 132 katolikus és 36 ortodox vallású lakossal találjuk.
A katonai közigazgatás megszüntetése után Magyar Királyságon belül Horvátország részeként, Belovár-Kőrös vármegye Belovári járásának része volt. A településnek 1857-ben 211, 1910-ben 362 lakosa volt. Az 1910-es népszámlálás szerint lakosságának 83%-a horvát, 15%-a szerb anyanyelvű volt. 1918-ban az új szerb-horvát-szlovén állam, majd később Jugoszlávia része lett. 1941 és 1945 között a németbarát Független Horvát Államhoz, majd a háború után a szocialista Jugoszláviához tartozott. A háború után a fiatalok elvándorlása miatt lakossága folyamatosan csökkent. 1991-től a független Horvátország része. 1991-ben lakosságának 96%-a horvát nemzetiségű volt. 2011-ben a településnek 261 lakosa volt. 

## Lakossága
| Lakosság változása | Lakosság változása | Lakosság változása | Lakosság változása | Lakosság változása | Lakosság változása | Lakosság változása | Lakosság változása | Lakosság változása | Lakosság változása | Lakosság változása | Lakosság változása | Lakosság változása | Lakosság változása | Lakosság változása | Lakosság változása |
| ------------------ | ------------------ | ------------------ | ------------------ | ------------------ | ------------------ | ------------------ | ------------------ | ------------------ | ------------------ | ------------------ | ------------------ | ------------------ | ------------------ | ------------------ | ------------------ |
| 1857               | 1869               | 1880               | 1890               | 1900               | 1910               | 1921               | 1931               | 1948               | 1953               | 1961               | 1971               | 1981               | 1991               | 2001               | 2011               |
| 211                | 245                | 266                | 319                | 342                | 362                | 344                | 398                | 415                | 404                | 416                | 355                | 327                | 276                | 274                | 261                |

## Nevezetességei
- Szent József tiszteletére szentelt római katolikus templomát 1998-ban építették. Egyhajós épület nyugatra néző szentéllyel, melyhez délről csatlakozik a sekrestye. A harangtorony a keleti homlokzat előtt áll, piramis alakú toronysisak fedi.

- Szent Vid tiszteletére szentelt római katolikus kápolnája 1937 és 1939 között épült.

## Oktatás
A településen a veliko trojstvoi elemi iskola négyosztályos kihelyezett tagozata működik. 

## Egyesületek
A helyi önkéntes tűzoltóegyletet 1934-ben alapították. 1993-ban csatlakozott a községi tűzoltóegylethez.